# Lindauer Bach
Der Lindauer Bach ist ein 4,99 km langer, rechter Zufluss des Loisbachs im Landkreis Neustadt an der Waldnaab in der Oberpfalz in Bayern.

## Verlauf
Der Lindauer Bach entspringt am Nordosthang des Schönseer Schlages.
Er durchfließt die Streusiedlung Kreuth vorwiegend in nördlicher und nordwestlicher Richtung.
Bei Neumühle speist er einige Fischweiher und schwenkt dann ganz nach Westen um.
Er unterquert die Verbindungsstraße Staatsstraße 2154 von Eslarn nach Schönsee und mündet nach weiteren 500 m in der Stockwiese in den Loisbach.
Auf seinem Lauf nimmt der Lindauer Bach nur wenige Rinnsale von links und rechts auf.